# Parafia Miłosierdzia Bożego w Dychowie
Parafia Miłosierdzia Bożego w Dychowie – parafia rzymskokatolicka, położona w dekanacie Krosno Odrzańskie, diecezji zielonogórsko-gorzowskiej, metropolii szczecińsko-kamieńskiej w Polsce, erygowana 25 stycznia 1995. 

## Terytorium
- Bronków
- Brzezinka
- Brzózka
- Chromów
- Dąbki
- Dychów
- Kołatka
- Prądocinek
- Stary Zagór